# Bebersee (See)
Der Bebersee ist ein natürlicher, abflussloser See in der Schorfheide im nördlichen Brandenburg. Der kleine See liegt auf dem Gebiet des Ortsteils Groß Dölln (Stadt Templin, Landkreis Uckermark). Er ist Teil des Naturschutzgebietes Bollwinwiesen/Großer Gollinsee und liegt damit im Biosphärenreservat Schorfheide-Chorin.

## Geographische Lage und Hydrographie
Der See liegt auf der Gemarkung des gleichnamigen Bebersee. Der direkt am See liegende Ort wurde 1960 zunächst als Ortsteil nach Groß Dölln eingemeindet. Seit der Eingliederung von Groß Dölln im Jahre 2003 in die Stadt Templin ist Bebersee ein Gemeindeteil von Groß Dölln. Der See ist 2,26 ha groß, sein Wasserspiegel liegt bei ca. 56 m ü. NHN. Er hat keine Zu- oder Abflüsse.

## Geschichte
1736 wurde der See bereits als Bebersee überliefert, 1748 die Schreibweise Beversee. Der Name ist nach Sophie Wauer als Bibersee zu verstehen, zu niederdeutsch Bäwer = Biber. Das 1749 am Südufer des Bebersees angelegte Kolonistendorf Bebersee wurde nach seiner Lage benannt.